# ラディスラオ・クバラ
ラディスラオ・クバラ（Ladislao Kubala）またはクバラ・ラースロー（ハンガリー語: Kubala László, 1927年6月10日 - 2002年5月17日）は、ハンガリー出身のサッカー選手（FW、MF）。

## 経歴
1944年に入団したフェレンツヴァーロシュでデビューシーズンに19ゴールを挙げて活躍するも、1946年にチェコスロバキアのSKブラチスラヴァに移籍。ここでチェコスロバキア代表に選出され、6試合4得点をマークしている。
1948年に帰国し、同年にハンガリー代表に選出される。
1949年にポルトガルで行われる親善試合に参加予定だったが、息子の病気を理由に辞退した。クバラはACトリノの一員として参加予定だったが、この遠征の帰路で俗にスペルガの悲劇として知られる乗客乗員全員が死亡した航空機事故が発生したが、辞退していた為に難を逃れている。
1950年には西側へ亡命し、フェルディナンド・ダウチークの手助けもあってFCバルセロナに加わる。移籍2シーズン目である1951-1952シーズンにはリーグ優勝やコパ・デル・レイなど5冠達成の立役者となり、このことでソシオの数が増え、カンプ・ノウが建てられた。1953年からはスペイン代表にも選出され、19試合11得点。
現役時代晩年は選手と監督を兼任し、1969年からはスペイン代表監督として10年以上にわたり指揮を執った。
1999年、ワールドサッカー誌の20世紀の偉大なサッカー選手100人で95位に選出された。
2002年5月17日、バルセロナの病院で亡くなった。74歳没。

## 選手経歴
- TEブダペスト 1943-1944
- フェレンツヴァーロシュTC 1944-1946
- SKスロヴァン・ブラチスラヴァ 1946-1948
- バシャシュ・ブダペスト 1948-1949
- アウローラ・プロ・パトリア1919
- FCバルセロナ 1950-1961
- RCDエスパニョール 1963-1965
- FCチューリヒ 1965-1967
- トロント・ファルコンズ 1967-1969

## 指導者歴
- FCバルセロナ 1962-1963
- RCDエスパニョール 1963-1964（※選手兼任）
- FCチューリヒ 1966-1967（※選手兼任）
- トロント・ファルコンズ 1968（※選手兼任）
- コルドバCF 1968-1969
- スペイン代表 1969-1980
- FCバルセロナ 1980-1981
- アル・ヒラル 1982-1986
- レアル・ムルシア 1986-1987
- マラガCF 1987-1988
- エルチェCF 1988-1989
- バルセロナオリンピックスペイン代表 1991-1992
- パラグアイ 1995